# Romero Osby
Romero Osby, né le 7 mai 1990, est un joueur américain de basket-ball. Il évolue au poste d'ailier fort.

## Carrière
Romero Osby est drafté en avril 2013 à la 51e position par le Magic d'Orlando. 
En juillet 2013, il participe à la NBA Summer League 2013. Le 27 septembre 2013, il signe avec le Magic. Mais, le 25 octobre 2013, il est coupé par le Magic.
Le 4 novembre 2013, les Mad Ants de Fort Wayne, l'équipe de D-League affiliée au Magic, transfèrent les droits d'Osby aux Red Claws du Maine. Le 22 janvier 2014, il est coupé par les Red Claws à cause d'une blessure à l'épaule qui met un terme à sa saison.
En juillet 2014, il participe à la NBA Summer League 2014 avec le Magic. Puis, il signe en France au Mans pour la saison 2014-2015. Après sept rencontres avec Le Mans, il doit se faire opérer à l'épaule. Il est écarté des parquets durant quatre mois. Le 5 janvier 2015, Le Mans et Osby se séparent. 
Le 5 février 2015, il est repris par les Red Claws du Maine. 
Le 10 avril 2015, il signe au Porto Rico chez les Indios de Mayagüez pour le reste de la saison BSN 2015. Le 29 mai 2015, il quitte l'équipe portoricaine.
Le 28 juillet 2015, il revient en France et signe à la JSF Nanterre. Il quitte Nanterre après seulement 4 matches.
En octobre 2015, il signe avec le Maccabi Rishon LeZion puis en décembre avec le Maccabi Kiryat Gat, deux clubs de première division israélienne,.
En avril 2018, Romero Osby décide de mettre un terme à sa carrière de joueur professionnel.

## Clubs successifs
- 2013-2014 :  Red Claws du Maine (D-League)
- 2014-2015 :  Le Mans Sarthe Basket (Pro A)
- 2015 :  Red Claws du Maine (D-League)
- 2015 :  Indios de Mayagüez (BSN)
- 2015 :  JSF Nanterre (Pro A)
- 2015 :  Maccabi Rishon LeZion (Ligat Winner)
- 2015-2016 : Maccabi Kiryat Gat (Ligat Winner)

## Palmarès
- First-team All-Big 12 (2013)